# Hypsiboas poaju
Hypsiboas poaju es una especie de anfibio anuro de la familia Hylidae.

## Distribución geográfica
Esta especie es endémica de Serras do Leste Catarinense en el estado de Santa Catarina en Brasil. Se encuentra a unos 780 m sobre el nivel del mar en los municipios de Rancho Queimado, Águas Mornas y Santo Amaro da Imperatriz.

## Publicación original
- Garcia, Peixoto & Haddad, 2008: A new species of Hypsiboas (Anura: Hylidae) from the Atlantic forest of Santa Catarina, Southern Brazil, with comments on its conservation status. South American Journal of Herpetology, vol. 3, n.º 1, p. 27-35.[3]